# Valeria del Campo
Valeria del Campo Gutiérrez (* 15. Februar 2000 in Alajuela) ist eine costa-ricanische Fußballspielerin.

## Karriere

### Vereine
Im Juli 2021 wechselte sie aus ihrer Heimat von Saprissa FF (bei denen sie seit 2015 aktiv war) nach Mexiko, wo sie seitdem für die Rayadas de Monterrey spielt. Mit diesen wurde sie dann die erste ausländische Spielerin, welche mit ihrer Mannschaft eine Saison der Liga MX Femenil als Meister abschloss.

### Nationalmannschaft
Mit der A-Nationalmannschaft nahm sie an den Panamerikanischen Spielen 2019 teil und hatte hier bei einem 0:0 gegen Argentinien auch ihr Länderspieldebüt. Hier wurde sie zur 85. Minute für Daniela Cruz eingewechselt. Nach weiteren Freundschaftsspielen war ihr nächstes Turnier dann die CONCACAF W Championship 2022, dort gelang ihr mit ihrem Team der Halbfinaleinzug und nach dem Verpassen bei der letzten Ausgabe wieder die Qualifikation für eine WM.
Am 8. Juli 2023 wurde sie für den Kader der Weltmeisterschaft 2023 nominiert.